# Cesare Fiorio
Cesare Fiorio (Turín, 26 de mayo de 1939) es un exdirector deportivo de Fórmula 1 de Ferrari, Ligier y Minardi y exdirector de equipo de Lancia del Campeonato Mundial de Rally. Actualmente trabaja como comentarista de televisión.
Su hijo Álex Fiorio se convirtió en piloto de rallies profesional.

## Biografía
Cesare Fiorio nació en Turín, hijo de Sandro Fiorio, exjefe del departamento de relaciones públicas de Lancia. Comenzó a correr con Fiat, ganando el campeonato italiano de GT en 1961, y se retiró de su único Rally de Montecarlo como resultado de un accidente.
Obtuvo un título en ciencias políticas. Poco después, en febrero de 1963, se incorporó a la dirección de Lancia y estableció un equipo al que llamó HF Squadra Corse, que se convertiría en uno de los equipos de rally más exitosos. A Lancia inicialmente no le gustaba la competición, y Fiorio quería cambiar esta actitud: empezó a preparar algunos Lancia Flavia, que participaron en muchos rallies locales, obteniendo algunas victorias. En 1965, el equipo se convirtió en semioficial; finalmente, en 1967, Ove Andersson ganó el Rally de España y Sandro Munari ganó el Tour de Corse.
En 1969, el equipo se trasladó a la fábrica de Lancia para convertirse en su departamento oficial de competición; ese año el equipo ganó el título europeo con Harry Kallstrom, superando a otros fabricantes como Alpine, Ford y Porsche. Poco después, Fiat compró la empresa Lancia, pero Fiorio se quedó al frente del equipo. En 1972 Munari ganó el Rally de Montecarlo y el equipo ganó el Campeonato Internacional de Marcas; al año siguiente, Munari ganó el título del Campeonato de Europa de Rally. Fiorio luego comenzó a presionar a Lancia para que desarrollara el nuevo Stratos y logró obtener un suministro de motores Dino de Ferrari. El coche demostró ser un éxito y Lancia ganó los títulos de constructores del Campeonato Mundial de Rally de 1974, 1975 y 1976. Al mismo tiempo, Fiorio era un piloto de lanchas a motor activo, ganando 31 carreras, seis títulos europeos y dos mundiales en sus clases. Lancia también participó en las carreras de automóviles deportivos desde 1979 con el modelo Montecarlo, seguido de los prototipos LC1 y LC2; Lancia ganó el Campeonato Mundial de Marcas en 1981 y el programa continuó hasta 1985.
En 1980, Lancia incluso discutió la construcción de un motor de Fórmula 1 turboalimentado para el equipo Toleman. pero no salió nada de esto. El rally siguió siendo el centro de atención con el modelo Lancia 037, que ganó el campeonato mundial en 1983, seguido por el Delta S4.
En 1984, Fiorio fue nombrado director de actividades deportivas de Fiat y consiguió un puesto en la junta directiva de la Juventus F.C. en 1987. Cuando Fiat compró Alfa Romeo en 1988, fue nombrado director de Squadra Corse Alfa Romeo.
En 1989 debutó como director deportivo de Ferrari, con la tarea de hacer que el equipo volviera a ser competitivo después de algunas temporadas decepcionantes a mediados de los 80. El equipo ganó la primera carrera en Brasil con Nigel Mansell, y luego nuevamente en Hungría y Portugal, pero la poca fiabilidad impidió que el equipo compitiera con McLaren y Williams. En 1990, Ferrari empleó al entonces campeón mundial Alain Prost, quien fue subcampeón ese año. Fiorio fue despedido por Ferrari semanas antes del comienzo de la temporada de 1991, pero solo se fue después de los problemas del equipo en el GP de Mónaco.
En 1994 regresó a la Fórmula 1 como director del equipo de Ligier, entonces propiedad de Flavio Briatore, pero fue liberado al año siguiente cuando Tom Walkinshaw se hizo cargo del equipo. Estuvo brevemente involucrado con el equipo Forti en 1996 hasta su desaparición a mitad de temporada, y luego regresó a Ligier y permaneció allí hasta que Prost se hizo cargo del equipo y se convirtió en Prost Grand Prix. A finales de 1998 se incorporó a Minardi como director deportivo y permaneció allí hasta mediados de 2000 cuando dimitió tras un desacuerdo con el dueño del equipo, Gabriele Rumi.
En 1994, Fiorio fue nombrado Caballero de la Orden al Mérito de la República Italiana. Actualmente es empleado de la cadena de televisión italiana RAI.
En la actualidad, Fiorio es propietaria de la finca de alimentos Camarda Farm, que se encuentra entre los centros antiguos de Ostuni y Ceglie Messapica en la provincia de Brindisi.
En 2017, Fiorio sufrió un fuerte accidente ciclista que lo dejó en estado crítico y fue hospitalizado. Regresó del hospital más tarde ese año.